# NHKみんなのうた 55 アニバーサリー・ベスト
『NHKみんなのうた 55 アニバーサリー・ベスト』（エヌエイチケーみんなのうた ごじゅうご アニバーサリー・ベスト）は、2016年4月27日に発売された、NHKの音楽番組『みんなのうた』の、放送開始から55周年を記念した、コンピレーション・アルバムのシリーズである。

## 概要
- NHKの『みんなのうた』の放送開始55周年を記念して、キングレコード、ソニー・ミュージックダイレクト、日本コロムビア、ビクターエンタテインメント、ポニーキャニオンの、レコード会社5社の共同企画として発売された、シリーズ第2弾。
- ほぼ全曲、放送と同じオリジナル歌手による音源で収録された。
- 本作は、CD1枚につき各25曲ずつ、CD全5枚で合計125曲が厳選収録された。
- 収録楽曲は、50周年のCDアルバムとの重複を避けるために、50周年のCDアルバムに収録されなかった楽曲を中心に収録された。
- 過去のCDアルバムに収録されなかった楽曲や、50周年以降に放送された新曲などを収録。
- このシリーズから、各レコード会社で異なるジャケット写真の背景が色分けされるようになった。
- 一部のニュースサイトには「図書館ロケット」が収録されると記していたが、未収録である[1]。

## 作品
- NHKみんなのうた 55 アニバーサリー・ベスト 〜6さいのばらーど〜（発売元：キングレコード）KICG-485
- NHKみんなのうた 55 アニバーサリー・ベスト 〜チョコと私〜（発売元：ソニー・ミュージックダイレクト）MHCL-2597
- NHKみんなのうた 55 アニバーサリー・ベスト 〜しまうまとライオン〜（発売元：日本コロムビア）COCX-39498
- NHKみんなのうた 55 アニバーサリー・ベスト 〜ともだちみつけた〜（発売元：ビクターエンタテインメント）VICG-60848
- NHKみんなのうた 55 アニバーサリー・ベスト 〜日々〜（発売元：ポニーキャニオン）PCCG-1520

## 各レコード会社で異なるジャケット写真の背景の色分け
| キングレコード                 | 黄色   |
| ソニー・ミュージックダイレクト | 緑     |
| 日本コロムビア                 | 赤     |
| ビクターエンタテインメント     | ピンク |
| ポニーキャニオン               | 青     |